# Ист Индия (станция)
Ист Индиа — станция Доклендского лёгкого метро, расположенная в восточном Лондоне. Название станции взято от одноименных бывших доков Лондонского порта, где останавливались корабли, торговавшие с Индией.
Станция расположена на ветке до Бектона и Вулвич Арсенала и находится одновременно во второй и третьей тарифной зоне. Станция была открыта вместе с отрезком до Бектона 28 марта 1994 года.
Гринвичский меридиан пересекает ветку у восточного окончания платформ, о чем свидетельствует небольшая табличка.

## История
Станцию Ист Индия сначала планировалось назвать «Брансвик Уорф» и это название указывалось на всех картах проектов. Сегодня «Брансвик» используется как код движения, означающий, что в поезде убрались. В феврале 2001 года в сериале ITV «Чисто английское убийство» был снят поезд DLR с конечной остановкой «Брансвик», выдуманной для целей сериала.